# Pavel Vasiljevič Ričagov
Pavel Vasiljevič Ričagov (rusko Па́вел Васи́льевич Рычаго́в; alias Pablo Palancar), sovjetski general, vojaški pilot, letalski as in heroj Sovjetske zveze, * 2. januar 1911, Nižji Likoborij (današnja Moskva), Ruski imperij (danes Rusija), † 28. oktober 1941, Barbiš pri Kujbiševu, Sovjetska zveza, (danes Rusija).
Generalporočnik Ričagov je v svoji vojaški službi dosegel 6 samostojnih in 14 skupnih zračnih zmag.

## Življenje
Ričagov je leta 1928 vstopil v Rdečo armado. Prve dve leti je preživel na leningrajski vojnoletalski akademiji, ki jo je končal leta 1930. Nadaljeval je usposabljanje na 2. vojaški akademiji za pilote. Sprva je služboval v 5. letalski brigadi.
Oktobra 1936 je odšel v Španijo s prvo skupino prostovoljcev, ki so se odšli boriti v špansko državljansko vojno. Do februarja 1937 je bil poveljnik lovskega polka letal I-15, ki je deloval v Madridu. 6. novembra 1936 je sestrelil prva dva sovražnikova lovca. 16. novembra je bil sestreljen, a se je uspel rešiti s padalom. 
1937 se je vrnil v ZSSR, kjer je napredoval v majorja, a je bil zaradi svojih dosežkov in pomanjkanja osebja povišan v kombriga (brigadni general), pri starosti 26 let.
Decembra istega leta je poveljeval prvi skupini prostovoljcev, ki je odšla na Kitajsko, kjer je ostal do aprila 1938. Poleti 1938 je poveljeval skupini VVS enot med sovjetsko-japonsko mejno vojno, a niso imeli dosti dela, saj so Japonci letala prizemljili.
Decembra 1939 je napredoval v generalmajorja in postal poveljnik vojnega letalstva 9. armade. 6. junija 1940 je postal generalporočnik. 28. avgusta 1940 je postal poveljnik VVS RKKA (zamenjal je Šmuškeviča). To dolžnost je zasedal do 14. aprila 1941.
24. junija 1941 ga je zaprl NKVD v sklopu druge Stalinove čistke vojnega letalstva pod lažno obtožbo, da je načrtoval državni udar in usmrtitev Stalina. Agentje NKVD so ga mučili, da bi tako izsilili izjavo. Ker so se nemške enote preveč približale Moskvi, je NKVD zaradi pomanjkanja transporta usmrtil 300 višjih častnikov v zaporu Lubjanka, medtem ko so 18 najvišjih (med njimi Ričagov in njegova žena major Marija Nesterjenko Ričagova) evakuirali v Kujbišev, kjer so jih brez sodbe usmrtili s streljanjem.
Leta 1954 so Ričagova oprostili vseh obtožb in ga rehabilitirali. 
V karieri je letel predvsem z I-15.

## Odlikovanja
- heroj Sovjetske zveze (31. december 1936)
- red Lenina (31. december 1936, 1941)
- red rdeče zastave (april 1938, ?, maj 1940)

## Poveljstva
- letalstvo Primorske skupine Daljnovzhodne skupine
- letalstvo 1. samostojne armade
- letalstvo 9. armade
- prvi namestnik načelnika VVS RKKA ( ?- avgust 1940)
- načelnik generalštaba VVS RKKA (avgust 1940 - april 1941)